# ¡Vivir! (película de 1994)
¡Vivir! (en chino tradicional 活著) es una película dramática china dirigida por Zhang Yimou y estrenada en 1994. Cuenta con las actuaciones principales de Ge You y Gong Li y con la producción de Shanghái Film Studio y ERA International. Está basada en la novela homónima publicada en 1993 por Yu Hua.
Habiendo conseguido aclamación internacional con sus dos producciones cinematográficas anteriores (Jo Dou, amor secreto / Semilla de crisantemo y La linterna roja/Esposas y concubinas), ¡Vivir! de Zhang Yimou gozaba de grandes expectativas previo a su estreno. Es la primera película china que ha vendido previamente sus derechos de distribución en el extranjero.
La película no fue exhibida en las salas de cine de China continental, ya que la Administración de Radio, Cine y Televisión prohibió su llegada a los cines debido a su descripción crítica de varias políticas y campañas del gobierno comunista. Como castigo por su retrato negativo de un período reciente en la historia china, el director Zhang Yimou y Gong Li, actriz principal de la película, fueron vetados por las autoridades de Pekín y no pudieron filmar ningún material cinematográfico en el país por un lapso de dos años.
¡Vivir! fue exhibida en los festivales de Cannes y Nueva York en 1994 antes de estrenarse en las salas estadounidenses el 18 de noviembre del mismo año.

## Sinopsis
En la década de 1940, Xu Fugui, hijo de un hombre rico y jugador compulsivo, pierde la propiedad de su familia ante un hombre llamado Long'er. Su comportamiento también hace que su sufrida esposa Jiazhen lo abandone junto con su hija, Fengxia y su hijo nonato, Youqing.
Fugui al final se reúne con su esposa e hijos, pero se ve obligado a dirigir un grupo de títeres. La guerra civil china está ocurriendo en ese momento y Fugui es reclutado durante una actuación. En medio de la guerra, es capturado por el ejército revolucionario, escapando gracias a su habilidad como titiritero. Finalmente, Fugui puede regresar a casa, solo para descubrir que debido a una fiebre de una semana, Fengxia se ha vuelto muda y parcialmente sorda.

## Reparto
- Ge You es Xu Fugui.
- Gong Li es Xu Jiazhen.
- Niu Ben es el jefe de la ciudad.
- Jiang Wu es Wan Erxi.
- Fei Deng es Xu Youqing.
- Guo Tao es Chunsheng.
- Liu Tianchi es Xu Fengxia adulta.

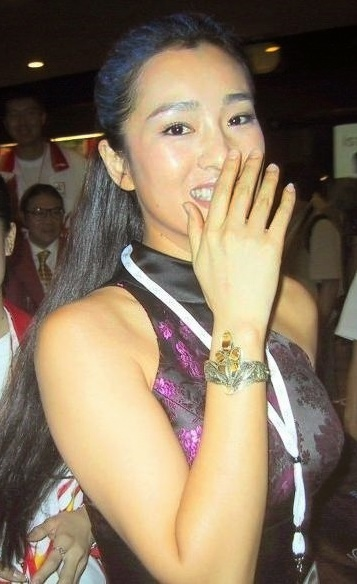
La actriz Gong Li interpretó el personaje principal de Xu Jiazhen.

- Huang Zongluo es el padre de Fugui.
- Liu Yanjin es la madre de Fugui.
- Ni Dahong es Long'er.
- Li Lian-Yi es Lao Quan.
- Xiao Cong es Xu Fengxia joven.
- Zhang Lu es Fengxia.

## Recepción
La película fue en general bien recibida por la crítica especializada. Cuenta con un porcentaje de aprobación del 86 % por parte del sitio y del 96 % por parte de la audiencia en Rotten Tomatoes. El popular crítico de cine Roger Ebert la calificó con 3 estrellas y media sobre 4, afirmando que cuenta con «un título simple pero que oculta un universo completo».
Caryn James de The New York Times alabó la dirección, afirmando que «el magistral señor Zhang sabe que está creando un melodrama y exagera hasta crear un efecto más profundo. Las tragedias familiares en esta película demuestran cómo la política de China marcó a personas que fueron tratadas como peones en el progreso de Mao, y su sentimentalismo demuestra que la ideología no es un consuelo frente a la angustia personal». Hall Hinson de The Washington Post se refirió acerca de la película afirmando: «Es una buena película de un cineasta realmente talentoso».
En una reseña negativa, Robert Horton de la revista Film Comment afirmó: «¡Vivir! es una película de hermosos telones de fondo y, a menudo, escenas cómicamente complejas, pero también de una estupidez sin sentido».

## Premios y nominaciones
| Premio                        | Año  | Categoría                          | Resultado | Notas                  |
| ----------------------------- | ---- | ---------------------------------- | --------- | ---------------------- |
| Festival de Cine de Cannes    | 1994 | Gran Premio del Jurado             | Ganadora  | Con Quemado por el sol |
| Festival de Cine de Cannes    | 1994 | Premio del Jurado Ecuménico        | Ganadora  | Con Quemado por el sol |
| Festival de Cine de Cannes    | 1994 | Premio al mejor actor (Ge You)     | Ganadora  |                        |
| Festival de Cine de Cannes    | 1994 | Palma de Oro                       | Nominada  |                        |
| Globo de Oro                  | 1994 | Mejor película extranjera          | Nominada  |                        |
| Consejo Nacional de Críticos  | 1994 | Mejor película extranjera          | Top 5     |                        |
| Sociedad Nacional de Críticos | 1995 | Mejor película extranjera          | Finalista |                        |
| Premios BAFTA                 | 1995 | Mejor película de habla no inglesa | Ganadora  |                        |